# 段成桂
段成桂（1942年—），男，汉族，山东德平人，中华人民共和国政治人物，中国民主促进会会员。曾任中国文联副主席、吉林省文联副主席。

## 生平
2008年，当选第十一届全国政协常务委员，代表中国民主促进会，分入第九组。